# Universidade Austral
A Universidade Austral é uma universidade privada argentina, com sedes nas cidades de Buenos Aires, Rosario e Pilar; dependente do Opus Dei através da sua Escola de Negócios.
Suas instalações em Buenos Aires constam de um edifício em Porto Madero, onde funcionam as faculdades de Direito, Comunicação, Engenharia e Ciências Empresariais, o Instituto de Ciências para a Família e a Escola de Educação. Em Pilar, funcionam o Hospital Austral e a Escuela de Direção e Negocios (IAE). Em Rosário, também funciona a Faculdade de Ciências Empresariais. A Universidade possuía em 2006 um total de 2.662 estudantes.
A Universidade Austral, da Argentina, nasceu com o fim de constituir um âmbito adequado para desenvolver as diversas disciplinas do saber humano. É uma instituição de educação superior mantida pela Associação Civil de Estudos Superiores (ACES), entidade civil sem fins lucrativos, com personalidade jurídica de direito privado, registrada nos organismos estatais competentes.
A Universidade oferece uma formação religiosa baseada em valores cristãos. A orientação e atenção espirituais estão a cargo da Prelazia do Opus Dei, uma Instituição da Igreja Católica, que busca ajudar as pessoas a cumprir com os seus deveres laborais e familiares com espírito de serviço e sentido cristão. D. Javier Echevarría Rodríguez, Bispo Prelado do Opus Dei é seu Reitor de Honra.